# 김명곤
김명곤(金明坤, 1952년 12월 3일 ~ )은 대한민국의 배우이자, 작가, 연출가, 창극인, 성악가, 前 문화체육관광부 장관이다. 전라북도 전주에서 출생, 본관은 김해(金海)이다.

## 생애
서울대학교 사범대학 연극반에서 연극 활동을 시작하여 '극단 상황', '놀이패 한두레', '연우무대' 등을 거쳐 1986년에 '극단 아리랑' 을 창단하여 제작, 기획, 연출, 출연, 극작 활동을 왕성하게 펼쳤다. 1975년에 연극배우로 첫 데뷔했으나 신문 기자와 고등학교 교사, 작가, 번역가로도 활동했다. 1983년작 영화 《바보 선언》의 주인공으로 스타덤에 오르며 배우 활동에 복귀 했다. 영화 서편제에서 시나리오를 썼으며 주인공 '유봉' 역으로 1993년 청룡영화상 남우주연상을 수상했다. 
서울대학교에서 독어교육학을 전공하고 동국대학교 언론정보대학원에서 석사과정을 졸업했다. 1999년에 국립중앙극장 극장장과 2005년 문화관광부 장관을 역임했다.

## 학력
- 전주국민학교 졸업
- 전주북중학교 졸업
- 전주고등학교 졸업
- 서울대학교 사범대학 졸업 (독어교육과)
- 외국어대학교 최고언론과정 수료
- 고려대학교 언론대학원 최고언론과정 수료
- 매경-KAIST 지식최고경영자(K-CEO)과정 수료
- 동국대학교 언론정보대학원 신문방송학과 졸업 (언론학석사) (학위논문명 - 극장의 대(對)고객 커뮤니케이션 활성화에 관한 연구 : 국립극장의 사례를 중심으로)

## 경력
- 1977년~1988년 뿌리깊은나무 기자
- 1978년~1979년 배화여자고등학교 교사
- 1986년~1998년  극단 아리랑 창단대표
- 1989년~1990년  예술극장 한마당 대표
- 1993년~1997년 명지대학교 연극영화학과 강사
- 1997년 성균관대학교 사회교육원 강사
- 1997년~1998년 우석대학교 연극영화과 전임강사
- 1998년~1999년  전국민족극운동협의회 의장
- 1999년~1999년 한국예술종합학교 연극원 겸임교수
- 2000년 문화관광부 2001 지역문화의 해 추진위원회 지역문화일반 추진위원
- 2000년 통일문화학회 창립준비위원회 고문
- 2000년~2005년 국립중앙극장 극장장
- 2005년  한.일 우정의 해 자문위원
- 2005년 APEC 2005 KOREA 정상 만찬 문화행사 예술 총감독
- 2006년~2007년  제8대 문화체육관광부 장관
- 2009년~2011년 전주세계소리축제 조직위원장
- 2010년  세계대백제전 개막식 총감독
- 2012년  광주세계아리랑축전 총감독
- 2013년  춘천국제정원박람회 총감독
- 2010년~2016년 동양대학교 연극영화과 석좌교수
- 2011년~2019년  선아트 컴퍼니(구 아리인터웍스) 예술감독
- 2011년~2019년 세종문화회관 이사장
- 2016년~2017년 동양대학교 예술대학 학장
- 2017년~2017년 전주대사습놀이 조직위원장
- 2018년~2021년 세종문화회관 이사장
- 2020년~2021년 마포문화재단 이사장
- 2021년 Let's DMZ 평화예술제 집행위원장

## 출연 작품

### 영화
| 연도   | 제목                              | 역할                | 감독           | 비고             |
| ------ | --------------------------------- | ------------------- | -------------- | ---------------- |
| 1983년 | 일송정 푸른 솔은                  | 광대독립군          | 이장호         | 현진영화사       |
| 1983년 | 바보 선언                         | 동칠                | 이장호         |                  |
| 1983년 | 과부춤                            | 만석                | 이장호         |                  |
| 1985년 | 어우동                            | 천가                | 이장호         | 태흥영화사       |
| 1986년 | 서울황제                          | 예수                | 선우완, 장선우 |                  |
| 1986년 | 꽃지                              | 동진                | 김원두         |                  |
| 1987년 | 나그네는 길에서도 쉬지 않는다     | 사내                | 이장호         | 판영화사         |
| 1987년 | 헬로 임꺽정                       | 봉달                | 박철수         | 황기성사단       |
| 1991년 | 개벽                              | 전봉준              | 임권택         | 춘우영화사       |
| 1992년 | 닫힌 교문을 열며                  | 해직 교사           | 이재구         | 독립장편         |
| 1992년 | 명자 아끼꼬 쏘냐                  | 세르게이            | 이장호         | 지미필름         |
| 1993년 | 서편제                            | 유봉                | 임권택         | 태흥영화사       |
| 1994년 | 우연한 여행                       | 봉우(화가)          | 김정진         | 기획시대         |
| 1994년 | 태백산맥                          | 염상진              | 임권택         | 태흥영화사       |
| 1995년 | 영원한 제국                       | 정약용              | 박종원         |                  |
| 1995년 | 천재 선언                         | 수상한 소리         | 이장호         | 영화세상         |
| 1995년 | 48+1                              | 정수                | 원성진         | 준준시네마       |
| 1995년 | 내 안에 우는 바람                 | 노인                | 전수일         |                  |
| 1998년 | 미끼                              | 마섭                | 박태우         |                  |
| 1999년 | A+삶                              | 아버지              | 정길채         | 정길채필름       |
| 1999년 | 정                                | 덕순                | 배창호         | 배창호프로덕션   |
| 2012년 | 광해, 왕이 된 남자                | 박충서              | 추창민         | 특별출연         |
| 2013년 | 연애의 기술                       | 아버지              | 이수성         | 특별출연         |
| 2014년 | 명량                              | 도도 다카토라       | 김한민         |                  |
| 2016년 | 무수단                            | 참모장              | 구모           | 특별출연         |
| 2017년 | 대립군                            | 정판서              | 정윤철         | 리얼라이즈픽처스 |
| 2017년 | 강철비                            | 리선생 중국대사     | 양우석         | 모팩엔알프레드   |
| 2017년 | 신과함께: 인과 연                 | 강문직              | 김용화         | 리얼라이즈픽처스 |
| 2018년 | 귀가                              |                     | 한아름         | 독립단편         |
| 2018년 | 우상                              | 최의원              | 이수진         | 플룩스픽처스     |
| 2019년 | 물의 기억                         | 내래이션            | 진재운         | 다큐멘터리       |
| 2019년 | 강철비 2: 정상회담                | 리홍장 중국대사     | 양우석         |                  |
| 2019년 | 구르는 수레바퀴                   | 혜진                | 문정윤         | 아방가르드 필름  |
| 2020년 | 늙은 부부이야기: 스테이지 무비    | 박동만              | 신태현         | 공연실황         |
| 2021년 | 싸나희 순정                       | 형균 할아버지       | 정병각         | 특별출연         |
| 2022년 | 한산: 용의 출현                   | 도도 다카토라       | 김한민         | 특별출연         |
| 2022년 | 배니싱: 미제사건                  | 중국인 보스(김덕린) | 드니 데르쿠르  | 프랑스 영화      |
| 2022년 | 허황옥 3일, 잃어버린 2천년의 기억 | 내레이션            | 진재운         | 다큐멘터리       |
| 2023년 | 무경계                            | 내레이션            | 진재운         | 다큐멘터리       |

### 드라마
| 연도   | 방송사   | 제목              | 역할                          | 비고                     |
| ------ | -------- | ----------------- | ----------------------------- | ------------------------ |
| 1988년 | KBS1     | 배비장전          | 배비장                        | 서울올림픽기념특집드라마 |
| 1993년 | KBS1     | 떠도는 혼         | 표기자                        | 6.25 특집극              |
| 1997년 | MBC      | 신옹고집전        | 옹고집                        | 설날 특집극              |
| 1998년 | KBS1     | 나는 집으로 간다  | 사진작가                      | 신TV문학관               |
| 2008년 | KBS2     | 대왕 세종         | 옥환                          | 토일드라마               |
| 2012년 | KBS2     | 각시탈            | 양백                          | 수목드라마               |
| 2014년 | KBS2     | 왕의 얼굴         | 송내관                        | 수목드리마               |
| 2015년 | MBC      | 밤을 걷는 선비    | 노창선                        | 수목드라마               |
| 2015년 | KBS2     | 붉은달            | 영조                          | KBS 드라마 스페셜 6화    |
| 2017년 | tvN      | 명불허전          | 마성태                        | 토일드라마               |
| 2018년 | JTBC     | 미스티            | 정대한 - 전 청와대 민정수석   | 금토드라마               |
| 2018년 | SBS      | 친애하는 판사님께 | 오대양 - 대법판사 출신 변호사 | 수목드라마               |
| 2022년 | 넷플릭스 | 글리치            | 좁                            | OTT드라마                |

### 공연
| 연도   | 제목                                                                 | 역할             | 연출   | 비고                                 |
| ------ | -------------------------------------------------------------------- | ---------------- | ------ | ------------------------------------ |
| 1975년 | 작가를 찾는 6인의 등장인물                                           | 1인 다역         | 김윤철 | 극단 멕토, 연극인회관소극장          |
| 1978년 | 아벨만 이야기                                                        | 장군             | 이민   | 극단 상황, 세종문화회관 별관         |
| 1979년 | 뻐꾹 뻐 뻐꾹                                                         |                  | 이민   | 극단 상황, 세실극장                  |
| 1979년 | 밤하늘의 별처럼                                                      |                  | 김명곤 | 놀이패 한두레                        |
| 1980년 | 장산곶매                                                             | 뱃사공           | 이상우 | 연우무대, 드라마센터                 |
| 1980년 | 왕자                                                                 | 왕자2            | 정한룡 | 연우무대, 세실극장                   |
| 1981년 | 장사의 꿈                                                            | 1인 다역         | 임진택 | 연우무대, 민예 공간                  |
| 1982년 | 민달팽이                                                             |                  | 김명곤 | 연우무대, 문예회관소극장             |
| 1982년 | 판놀이 아리랑 고개                                                   | 길용이, 다역     | 유인렬 | 연우무대, 국립중앙극장               |
| 1982년 | 멈춰선 저 상여는 상주도 없다더냐                                     | 전봉준           | 김민기 | 연우무대, 문예회관대극장             |
| 1984년 | 강쟁이 다리쟁이                                                      |                  | 최희완 | 놀이패 한두레, 문예회관소극장        |
| 1984년 | 나의 살던 고향은                                                     |                  | 임진택 | 연우무대, 드라마센터                 |
| 1985년 | 나눔굿                                                               | 거지 광대        |        | 춤패 신, 국립중앙극장 소극장         |
| 1986년 | 아리랑                                                               | 영진             | 조항용 | 극단 아리랑, 신선소극장              |
| 1988년 | 금수궁가                                                             | 소리             | 김명곤 | 예술극장한마당                       |
| 1989년 | 아시아의 외침                                                        | 현자 노인        | 김명곤 | 유럽 순회 공연                       |
| 1989년 | 통일굿 아리랑                                                        | 한국 대표        | 김명곤 | 프랑스 파리 공연                     |
| 1989년 | 금수궁가                                                             | 소리             | 김명곤 | 프랑스 파리 공연                     |
| 1989년 | 아시아의 외침                                                        |                  | 김명곤 | 호암아트홀                           |
| 1990년 | 아시아태평양지역 예술지도자대회                                      | 총 진행          |        | 매포수련원                           |
| 1991년 | 격정만리                                                             | 홍종민           |        | 극단 아리랑, 학전극장                |
| 1993년 | 끝나지 않은 노래                                                     | 사회             |        | 노래를 찾는 사람들, 문예회관대극장   |
| 1993년 | 돼지와 오토바이                                                      | 남편             | 허규   | 북촌창우극장                         |
| 1993년 | 미시간주립대학 한국학대회                                            |                  |        |                                      |
| 1996년 | 난장이가 쏘아 올린 작은 공                                           | 난장이 아비      | 이상우 | 문예회관대극장                       |
| 1998년 | 유랑의 노래                                                          | 추산             | 김명곤 | 극단 아리랑, 아르코대극장            |
| 2001년 | 뮤지컬 카르페디엠                                                    | 교장             | 이재성 | 공연집단 현, 국립중앙극장 하늘극장   |
| 2015년 | 아빠 철들이기                                                        | 심학규           | 류기형 | 극단 아리랑, 국립중앙극장 하늘극장   |
| 2015년 | 아버지                                                               | 장재민           | 김명곤 | 동양예술극장                         |
| 2016년 | 금수궁가                                                             | 소리             | 김명곤 | 남산골한옥마을남산국악당             |
| 2016년 | 통일염원 공감콘서트                                                  | 사회             | 고을희 | 안산문화예술의전당                   |
| 2018년 | 담담풍류- 김명곤 편                                                  | 김명곤           |        | 한국문화재단, 한국문화의 집          |
| 2018년 | 협력자들                                                             | 스탈린           | 김시번 | 극단 관악극회, 이해랑극장            |
| 2019년 | 영원한 광대 김명곤의 신년음악회                                      | 성악, 소리       | 유인택 | 동양예술극장                         |
| 2019년 | 영원한 광대 김명곤의 소리여행                                        | 성악, 소리       |        | 거제문화예술회관                     |
| 2019년 | 김명곤의 소리여행- 만남                                              | 성악, 소리       |        | 동자아트홀                           |
| 2019년 | 가곡의 밤 콘서트                                                     | 사회, 성악       |        | 예술의전당 신세계스퀘어 야외무대     |
| 2019년 | 흑백다방                                                             | 다방주인         | 차현석 | 극단 후암, 스타시티극장              |
| 2019년 | 늙은 부부이야기                                                      | 박동만           | 위성신 | 예술의전당 자유소극장                |
| 2020년 | 예인열전- 김명곤의 소리여행                                          | 성악, 소리       | 최정철 | 한국문화재재단, 한국문화의 집        |
| 2020년 | 흑백다방 - 힘내라 콘서트(힘콘) 프로젝트                              | 다방주인         | 차현석 | 세종문화회관, 네이버 생중계 공연     |
| 2020년 | 흑백다방                                                             | 다방주인         | 차현석 | 극단 후암, 예술의전당 자유소극장     |
| 2020년 | 한 여름밤의 숲속 음악회                                              | 성악, 소리       |        | 예술의전당 연못무대, 기부프로젝트    |
| 2020년 | 요나답                                                               | 요나답           | 김아라 | 극단 무천, 서울국제공연예술제        |
| 2020년 | 늙은 부부이야기                                                      | 박동만           | 위성신 | 극단 오늘, 용인시문예회관 처인홀     |
| 2020년 | 박인수와 김명곤의 소리여행                                           | 성악, 소리       |        | 예술의전당 미래아트홀, 기부프로젝트  |
| 2021년 | 흑백다방 - 인천                                                      | 다방주인         | 차현석 | 남동소래아트홀                       |
| 2021년 | 흑백다방 - 부산                                                      | 다방주인         | 차현석 | 부산시민회관소극장                   |
| 2021년 | 흑백다방 - 대구                                                      | 다방주인         | 차현석 | 봉산문화회관 스페이스라온            |
| 2021년 | 우리가곡 100년의 드라마, 굿모닝 가곡                                 | 변사             | 김명곤 | 예술의전당 음악당 콘서트홀           |
| 2021년 | 파란만장 100년의 드라마, <굿모닝 가곡 앙코르>                        | 변사             | 김명곤 | 예술의전당 음악당 콘서트홀           |
| 2021년 | 우리가 서로 알 수 없었던 시간                                        | 특별출연         | 김아라 | 문화비축기지                         |
| 2021년 | 오닝렉쳐콘서트3 김명곤 <창조적 감성과 문화의 힘> - 평택              | 강연 강사        |        | (재)평택시문화재단, 평택북부문예회관 |
| 2022년 | 조선협객                                                             | 변사, 고종황제   | 차현석 | 극단 후암, 세종문화회관 S씨어터      |
| 2022년 | 흑백다방 - 뉴욕                                                      | 다방주인         | 차현석 | 뉴욕 맨하튼 뉴시티극장               |
| 2022년 | 김명곤 희곡,시나리오 전작집 출판기념 공연 - 융복합공연 '사로잡힌 꿈' | 테너, 소리, 배우 | 김명곤 | 섬유센터 이벤트홀                    |
| 2024년 | 김대중탄생 100주년 기념 콘서트-평화의 별, 통일의 강_인동초 사랑      | 총감독, 변사     | 김영봉 | KINTEX 1전시장 5HALL                 |

### 더빙
| 연도   | 제목                                                                         | 역할 | 비고       |
| ------ | ---------------------------------------------------------------------------- | ---- | ---------- |
| 1992년 | 알라딘                                                                       | 지니 | 애니메이션 |
| 1994년 | 알라딘2: 돌아온 자파                                                         | 지니 | 애니메이션 |
| 1996년 | 알라딘3: 알라딘과 도적의 왕                                                  | 지니 | 애니메이션 |
| 1997년 | 디즈니 만화동산 《알라딘》                                                   | 지니 | 애니메이션 |
| 2015년 | 김명곤이 읽는 이효석의 모밀꽃 필 무렵- 100인의 배우, 우리 문학을 읽다        | 낭독 | 오디오북   |
| 2020년 | 김명곤이 읽는 헨리크 시엔키에비치의 등대지기- 100인의 배우, 우리 문학을 읽다 | 낭독 | 오디오북   |

### 음반
| 연도   | 앨범명               | 타이틀 곡           | 아티스트 | 발매사      | 기획사 | 비고     |
| ------ | -------------------- | ------------------- | -------- | ----------- | ------ | -------- |
| 1994년 | 김명곤의 별 따러가자 | 얘야 별을 따러 가자 | 김명곤   | YBM서울음반 | 빛기둥 | 국악가요 |

### TV 프로그램
- 1995년 Q채널 《신 공동체 시대》 ... 리포터 13편
- 1996년 KBS1 《답사기행, 우리 문화유산을 찾아서- 함양, 산청 편》 ...  리포터
- 1996년 KBS 《신 한국 기행- 김명곤의 필봉굿 기행》
- 1996년 Q채널 《오늘, 거꾸로 가는 세상- 옛것이 좋다》 ...  리포터
- 1996년~1997년 MBC  《출발! 비디오 여행》 ...  코너 진행자
- 1996년 EBS 《동편제》 ...  리포터
- 1996년 MBC 《고향길 문화 기행》... 출연
- 1997년 현대HCN 《애창곡의 고향- 2부》 다큐멘터리 ...  리포터
- 1997년~1998년 SBS  《추적 사건과 사람들》 ...  MC
- 2008년 SKY HD 《한국의 암자》
- 2008년 KBS 《한식의 예술 2부- 맛의 무릉도원》
- 2011년 KCN 《고군산군도, 천년의 역사를 품다》 HD다큐멘터리 ...  MC
- 2013년 KBS 파노라마 《쿠쉬나메: 1부. 신라에 온 페르시아 왕자》
- 2014년 EBS 다큐프라임 《세계문화유산 양동마을 이야기 1부~ 3부》 ...  전기수 역
- 2015년 KBS1 《강연 100도씨》 ...  강연
- 2018년 OBS 《명불허전Ⅱ- 김명곤 편》 ... 토크
- 2019년 KNN 《물의 기억》 다큐멘터리  ... 내래이션
- 2019년 KNN 《동초, 세상을 만나다》동초 황현룡 화백 특집 다큐멘터리  ... 내래이션, 해설 출연
- 2021년 KBS2 《TV는 사랑을 싣고》 ... 105회 김명곤 편

### 라디오 프로그램
- 2006년 PBC 평화방송  《열린세상 오늘! 장성민입니다》
- 2015년 CBS 라디오  《시사자키 정관용입니다》  FM 98.1㎒
- 2015년 대구문화방송  《대구MBC 창사 50주년 특별기회 라디오 다큐멘터리 3부작 '아리랑'》
- 2015년 EBS FM  《EBS 책 읽는 라디오 낭독 시리즈》
- 2019년 CBS 라디오 《시사자키 정관용입니다》  FM 98.1㎒

## 연출
- 1988년 《갑오세 갑오세》 (연희 마당극)
- 1988년 《인동초》 (연극)
- 1989년 《불감증》 (연극)
- 1990년 《점아점아 콩점아》 (연극)
- 1992년 《마법의 동물원》 (창작 어린이 뮤지컬)
- 1995년 《배꼽춤을 추는 허수아비》
- 1996년 《어머니》
- 1998년 《유랑의 노래》 (전통연희연극)
- 1999년 《심청전》 (창극)
- 1999년 《아빠의 청춘》 (악극)
- 2000년 《우르왕》
- 2006년 《격정만리》 (연극)
- 2006년 《밀키웨이》 (연극)
- 2012년 《아버지》 (연극)
- 2013년 《만두와 깔창》 (연극)
- 2015년 《아버지》 (연극)
- 2016년 《금수궁가》 (창작판소리)
- 2016년 《배꼽춤을 추는 허수아비》 (연극)
- 2017년 《라 트라비아타》 (오페라)
- 2020년 《설 바람》 (한국무용)
- 2020년 《춘향》 (창극)
- 2021년 《흥보전》 (창극)
- 2021년 《우리가곡 100년의 드라마, 굿모닝 가곡》 (음악회)
- 2021년 《파란만장 100년의 드라마, 굿모닝 가곡 앙코르》 (음악회)
- 2022년 《사로잡힌 꿈》 (융복합공연 / 콘서트)

## 저서
- 1983년  《한국의 발견》 시리즈 중 『전라북도 편』  (뿌리깊은나무)
- 1989년   수필집  《광대열전》  (예문출판사)
- 1989년  《꿈꾸는 퉁소쟁이》  (고려원)
- 1990년  《어떻게 허면 똑똑헌 제자 한 놈 두고 죽을꼬?》 - 임실 설장구잽이 신기남의 한평생  (뿌리깊은나무 민중자서전3)
- 1991년  《물은 건너봐야 알고, 사람은 겪어 봐야 알거든》- 가야금명인 함동정월의 한평생  (뿌리깊은나무 민중자서전15)
- 1993년   김명곤의 광대기행 《한》  (산하출판사)
- 1994년  《비가비 광대》  (포도원)
- 1996년   극단 아리랑 창작희곡집  《아리랑》, 《격정만리》, 《배꼽춤을 추는 허수아비》  (공간미디어)
- 2000년  《가슴속에 묻어둔 이야기》 중 『목차 2. 운명이라는 이름으로 만난 남사당패』  (아침이슬)
- 2006년  《문화의 블루오션을 꿈꾸다》  (북큐브)
- 2009년  《우리 소리 우리 음악》  (상수리)
- 2012년  《꿈꾸는 광대》  (유리창)
- 2013년  《문화의 블루오션을 꿈꾸다》  (일본 이와나미 서점)
- 2014년  《격정만리》   (지식을만드는지식)
- 2018년 E-book  《서편제 (한국시나리오걸작선 72)》  이청준 원작/ 김명곤 각색   (커뮤니케이션북스)
- 2019년  《격정만리》   (지만지드라마)
- 2022년  《사로잡힌 꿈》김명곤 희곡·시나리오 전작집 1973-2022   (허클베리북스)

## 수상 경력
- 1992년  제1회 어린이연극제 연출상 《마법의 동물원》
- 1992년  제1회 어린이연극제 최우수작품상 《마법의 동물원》
- 1993년  제13회 한국영화평론가협회상 남우연기상 《서편제》
- 1993년  제14회 청룡영화상 남우주연상 《서편제》
- 1995년  자랑스런 서울시민상
- 1995년  제1회 현대연극상 연출상 《배꼽춤을 추는 허수아비》
- 1995년  제1회 현대연극상 최우수 작품상 《배꼽춤을 추는 허수아비》
- 1997년  연극평론가협회 1996년 올해의 연극 베스트3 《어머니》
- 2006년 APEC 2005 KOREA 유공 포장
- 2007년 국민포장 수령
- 2017년  은관 문화훈장 수령
- 2019년  전주고등학교 100주년 기념 '자랑스러운 전고인' 상